# Las aventuras de Huckleberry Finn (película)
Las aventuras de Huckleberry Finn (The Adventures of Huck Finn) es una película estadounidense de 1993 dirigida por Stephen Sommers que adapta la novela homónima de Mark Twain.

## Argumento
La historia trata de un joven, Huck Finn, y su amigo Tom, que son muy traviesos. Un día, cuando Huck llega a casa, se lleva la sorpresa de que su padre ha llegado y está muy borracho. Su padre lo lleva en una balsa hasta una casa de troncos, donde tiene la costumbre de dejarlo encerrado mientras él va a comprar licor al pueblo.
Un día, Huck comienza a preguntarse qué haría Tom en su lugar, y traza un plan. Justo antes de ser encerrado, mete un serrucho en la cabaña. Después de irse el padre, sierra un tronco. Ya con el tronco serrado, lo quita y sale. 
Ya fuera, ve una balsa flotando en el río, y se sube a ella. Lo buscan y, como no lo encuentran, lo dan por muerto. 
Más tarde, Huck se encuentra con Jim: un esclavo. Comienzan a hacerse muy buenos amigos. Luego encuentran una balsa con forma de casa y Jim entra en ella. Ahí encuentran el cadáver del padre de Huck. 
Otro día se encuentran con unos señores que dicen ser el rey y el duque. No tienen dinero, por lo que hacen una actuación en una isla, pero no les dan ni un centavo. Raptan a Jim, y Huck y Tom hacen un túnel para rescatarlo de la casa en la que está preso. Un trabajador los ve intentar escapar, y los persiguen. En la huida, le disparan a Huck en la pierna. 
Los muchachos secuestran entonces a un médico, que les dice que Huck morirá si no lo curan en un hospital. Jim carga con Huck y lo lleva hasta el pueblo. Cuando llegan, Jim se entera de que su ama ha muerto y lo ha dejado en libertad.

### Reparto
- Elijah Wood: Huck Finn
- James Gammon: Hines
- Robbie Coltrane: el duque
- Courtney B. Vance: Jim
- Jason Robards: el rey
- Ron Perlman: el padre de Huck
- Anne Heche: Mary Jane Wilks

## Banda Sonora

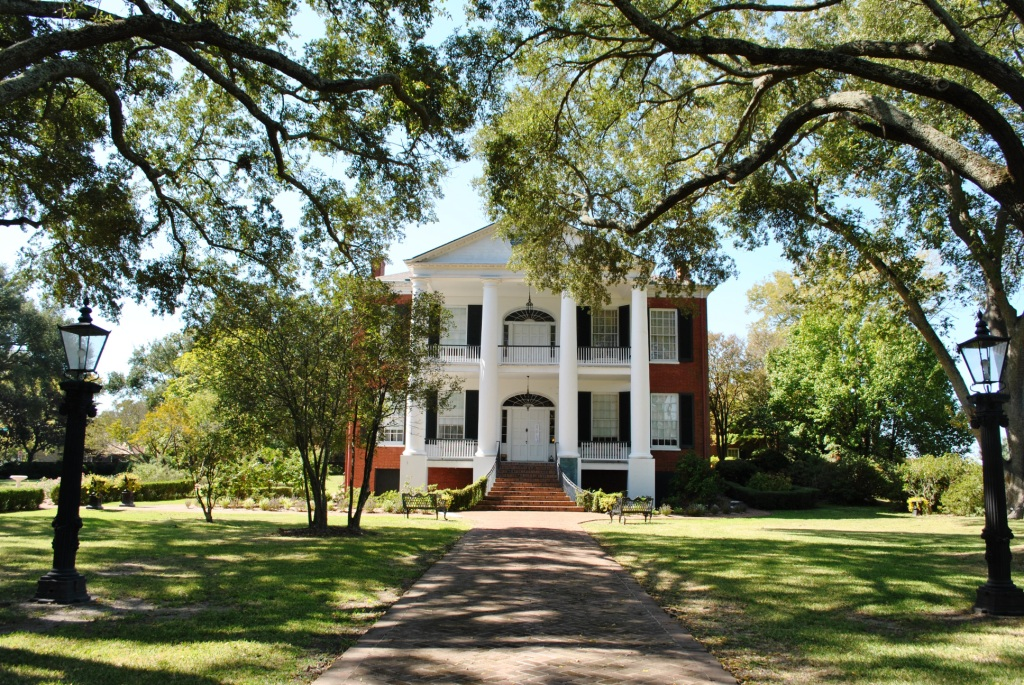
Mansión Rosalie, una mansión ubicada en Natchez, Misisipi durante la película.

La película se filmó en Natchez, Misisipi.

| The Adventures of Huck Finn (Original Motion Picture Soundtrack) |                                                             |          |  |
| N.º                                                              | Título                                                      | Duración |  |
| 1.                                                               | «Main Title (Títulos principales)»                          | 4:43     |  |
| 2.                                                               | «Missy Finn Goes Shoppin' (La señorita Finn va de compras)» | 2:42     |  |
| 3.                                                               | «Next Of Kin (Pariente más cercano)»                        | 2:01     |  |
| 4.                                                               | «Do The Right Thang (Haz lo correcto)»                      | 2:48     |  |
| 5.                                                               | «Once A Slave (Una vez esclavo)»                            | 3:26     |  |
| 6.                                                               | «We're Still Friends (Seguimos siendo amigos)»              | 2:43     |  |
| 7.                                                               | «Billy Gets Killed (Billy fue asesinado)»                   | 2:19     |  |
| 8.                                                               | «The Barge (La barcaza)»                                    | 2:43     |  |
| 9.                                                               | «Huck Springs Jim (Huck salta a Jim)»                       | 3:15     |  |
| 10.                                                              | «All's Well (Todo está bien)»                               | 4:25     |  |

- Datos: Q1210882